# Бригада ТВ
„Бригада ТВ“ (Brigada TV) е първото по рода си телевизионно предаване на български език в Австрия, което се излъчва ежемесечно по канал ОКТО във Виена.

## История
По идея на Иван Наумов Карчев, ръководител на Организацията на българските студенти в Австрия (KIT-VBSÖ), група български студенти във Виена кандидатстват през април 2007 г. с проект за 30-минутно културно-информационно телевизионно предаване на български език с немски субтитри пред програмния съвет на кабелната телевизия ОКТО във Виена. Цел на предаването е то да бъде визитната картичка на българската общност в австрийската медийна система, да информира своите зрители за предстоящи културни мероприятия с българско участие, както и да съдейства за изграждането на положителен образ на България и нейните граждани пред австрийското общество.
Макар и одобрен още в началото на юни 2007 г., проектът претърпява няколкократни промени до неговото пилотното излъчване, за да бъде в пълно съответствие с програмните изисквания и условия на OKTO Community TV GmbH. Освен това екипът на БРИГАДА преминава през редица учебни програми към телевизията, които включват медийно право, работа с камера, обработка на заснетия материал, работа в студио, както и курсове по модерация. На 28 ноември 2007 година е сключен 1-годишен договор за излъчване между продуцента на БРИГАДА Иван Наумов Карчев и управата на OKTO Community TV GmbH. Предаването стартира официално с първото си излъчване в австрийското медийно пространство на 15 декември 2007 година.

## Схема и тематика
Предаването има 30-минутна схема, която включва 4 основни рубрики.
1. „Тема“: информационна рубрика за българите, живеещи на територията на Австрия. Екипът на предаването се среща с експерти, представители на местната администрация, политици и други в търсене на отговори и решения на проблемите, с които се сблъскват българските граждани в Австрия. В първото предаване това са представители на ÖH (австрийска студентска организация, която може да бъде сравнена с комсомолската организация отпреди 1989 г.), които разясняват правата на българските студенти в Австрия.
2. „На кафе“: във всяко от предаванията се представят членове на общността, с които тя, както и всички останали българи, могат да се гордеят. В пилотното издание това са младата дизайнерска двойка Биляна и Петър Пелови, които жънат грандиозни успехи по модните подиуми.
3. „Култура“: репортажи от културни събития, организирани от българи или с българско участие. Екипът на предаването присъства на всички значителни мероприятия в Австрия, след което ги отразява чрез коментар и картина в местното медийно пространство.
4. „Мнения“: интервюта със случайни австрийски граждани на теми, засягащи България, нейните граждани, както и българската общност в Австрия.
Предаването има 2 целеви групи: от една страна това са българските граждани, постоянно живеещи на територията на Република Австрия, от друга – това е интелигентната, отворена за чужди култури австрийска публика, която проявява интерес към България. Това е и основната причина всичките негови рубрики да бъдат превеждани със субтитри.

## Екип на предаването
- Ана Денчева – модерация
- Зорница Райчева – репортер
- Росена Вуцова – режисьор
- Орлин Карчев – оператор, обработка на материалите
- Иван Карчев – продуцент